# Slim The Mobster
Slim The Mobster (* 10. Juni 1979 in Los Angeles, Kalifornien, bürgerlich Anthony Johnson) ist ein US-amerikanischer Rapper, der bei Aftermath Entertainment unter Vertrag steht.
Slim wuchs in South Central und Corpus Christi, Texas auf. Im Februar 2008 war er auf einem Mixtape von Hussein Fatal zu hören. Ab dem Jahr 2008 bekam er einen Vertrag bei Aftermath Entertainment.
2011 erschien sein Street-Album „War Music“, das von Dr. Dre, Snoop Dogg und Sha Money XL produziert wurde. Sein erstes Video zum Album „Gun Play“ erschien 2011.
Slim behauptete, dass er angestochen, angeschossen, ausgeraubt und entführt wurde. Außerdem war er ein Mitglied der Crips während seiner Zeit auf der Straße. Sein Onkel ist der berühmte ehemalige Drogenboss Freeway Ricky Ross.
| Personendaten    | Personendaten                      |
| ---------------- | ---------------------------------- |
| NAME             | Slim The Mobster                   |
| ALTERNATIVNAMEN  | Johnson, Anthony (wirklicher Name) |
| KURZBESCHREIBUNG | US-amerikanischer Rapper           |
| GEBURTSDATUM     | 10. Juni 1979                      |
| GEBURTSORT       | Los Angeles, Kalifornien           |